# Hugues Corriveau
Pour les articles homonymes, voir Corriveau.
Hugues Corriveau, né à Sorel-Tracy le 29 octobre 1948, est un poète, romancier, essayiste et professeur québécois,.

## Biographie
Après l'obtention d'un baccalauréat en études françaises (1972) ainsi qu'une maîtrise en études françaises et québécoises (1977) à l'Université de Montréal, Hugues Corriveau entreprend des études doctorales à l'Université Laval (1978-1980), puis termine son doctorat en études françaises, option création, à l'Université de Sherbrooke (1988).
Professeur au Collège de Sherbrooke de 1973 à 2008, Hugues Corriveau assure la codirection de la revue littéraire La Nouvelle Barre du jour de 1981 à 1984. Il signe des critiques dans la revue Lettres québécoise de 1990 à 2011 ainsi que dans la revue Trois depuis 1988. Il est également critique de poésie au journal Le Devoir depuis 2006.
Hugues Corriveau publie des essais, des romans, des nouvelles ainsi que des recueils poésie,,. Comme essayiste, il est l'auteur de À double sens - Échanges sur quelques pratiques modernes en collaboration avec Normand de Bellefeuille (Éditions Les Herbes Rouges, 1986), Écrire un roman (Éditions Les Herbes Rouges, 1988) Écrire pour et parce que (Éditions Trois-Pistoles, 2001) ainsi que Hors frontières (Leméac, 2003).
Comme romancier, il fait paraître notamment Parc Univers (Éditions XYZ, 1998), La Gardienne des tableaux (Éditions XYZ, 2008) ainsi que La fêlure de Thomas (Éditions Druide, 2018),.
Hugues Corriveau signe aussi des nouvelles tels que Autour des gares, Québec (Éditions L'Instant même, 1991) et Attention, tu dors debout, Québec, Éditions (L'Instant même, 1996),. En poésie, on retrouve, notamment dans son corpus, Ce qui importe (Éditions Les Herbes Rouges, 1990), Le Livre du frère, Montréal (Éditions du Noroît, 1998), Et là, mon cœur (Éditions du Noroît, 2015) ainsi que Jardin-cendre, Montréal (Les Éditions du Passage, 2021),. « Ses plus récents recueils arpentaient les territoires jouxtant l’ultime effacement, cherchant à retenir auprès de lui, par l’évocation des mots, au moins, les êtres aimés. - Yannick Marcoux » Actif sur la scène littéraire québécoise et étrangère, il fait paraître des textes dans de nombreuses revues dont La Nouvelle Barre du jour, L'Arbre à parole (Belgique), Maison de la poésie, Action poétique, Le Moule à gaufre (France), Estuaire, Trois, Matrix, Ellipse, Hobo/Québec, Dérives, Moebius, Urgences, Le Sabord, Études littéraires, XYZ, Spirale, etc. Plusieurs de ses textes sont traduits en anglais, italien, espagnol et chinois.
Hugues Corriveau remporte notamment le prix littéraire Adrienne-Choquette (1991), le prix Alfred-DesRochers (1992), le Grand prix littéraire de la ville de Sherbrooke (1996, 2000, 2008), le prix Alain-Grandbois (1999) ainsi que le prix à la création artistique du Conseil des arts et des lettres du Québec (région de l'Estrie) pour l'ensemble de son œuvre (1999). Il est aussi en nomination pour le prix de poésie du Gouverneur général du Canada (1983, 1987,1998) ainsi que pour le prix du roman du Gouverneur général du Canada (1999),.

## Œuvres

### Essais
- Gilles Hénault : Lecture de sémaphore, coll. « Lignes québécoises », Montréal, Les Presses de l'Université de Montréal, 1978, 162 p.
- À double sens - Échanges sur quelques pratiques modernes, en collaboration avec Normand de Bellefeuille, Montréal, Éditions Les Herbes Rouges, 1986, 236 p.  (ISBN 2920051296)
- Écrire un roman, Montréal, Éditions Les Herbes Rouges, 1988, 74 p.  (ISBN 2920051466)
- Pour et parce que, Éditions Trois-Pistoles, Coll. Écrire, 2001, 74 p.  (ISBN 2-921898-89-6)
- Hors frontières, Montréal, Leméac, Coll. Ici / L’Ailleurs, 2003, 160 p.  (ISBN 2-7609-6508-2)

### Romans
- Rose Marie Berthe, Montréal, VLB Éditeur, 1979, 144 p.
- Les Chevaux de Malaparte, Montréal, Éditions Les Herbes Rouges, 1988, 218 p.  (ISBN 2920051458)
- La Maison rouge du bord de mer, coll. « Romanichels », Montréal, Éditions XYZ, 1992, 156 p.  (ISBN 2892610613)
- Parc Univers, Montréal, Éditions XYZ, Coll. Romanichels, 1998, 186 p.  (ISBN 2-89261-237-3)
- La Gardienne des tableaux, Montréal, Éditions XYZ, Coll. Romanichels, 2008, 104 p.  (ISBN 978-2-89261-532-6)
- Les Enfants de Liverpool, Montréal, Éditions Druide, 2015, 257 p.  (ISBN 9782897112301)
- La fêlure de Thomas, Montréal, Éditions Druide, 2018, 206 p.  (ISBN 9782897113933)

### Nouvelles
- Autour des gares, Québec, Éditions L'Instant même, 1991, 227 p. - Réédition format « Poche », 2002 -  (ISBN 2921197081)
- Courants dangereux, Québec, Éditions l'Instant même, 1994, 119 p.  (ISBN 2-921197-39-1)
- Attention, tu dors debout, Québec, Éditions L'Instant même, 1996, 100 p.  (ISBN 2-921197-76-6)
- Le Ramasseur de souffle, Québec, Éditions L'Instant même, 1999, 111 p.  (ISBN 2-89502-122-8)
- De vieilles dames et autres histoires, Montréal, Lévesque Éditeur, coll. « Réverbération », 2011, 141 p.  (ISBN 978-2-923844-36-7)
- Cartes postales et autre courrier, Québec, L'instant même, 2016, 173 p.  (ISBN 9782895023807)
- Dérives américaines - dans les œuvres de Gregory Crewdson, Montréal, Éditions Druide, 2019, 231 p.  (ISBN 9782897114886)

### Récits
- Du masculin singulier, Montréal, Les Herbes Rouges, 1981, 35 p.  (ISBN 2-89419-051-4)
- Troublant, Montréal, Québec Amérique, Coll. Mains libres, 2001, 222 p.  (ISBN 2-7644-0116-7)

### Poésie
- Les Compléments directs, Montréal, Les Herbes Rouges, 1978, 35 p.
- Le Grégaire inefficace, Montréal, Les Herbes Rouges, 1979, 39 p.
- Les Taches de naissance, Montréal, Les Herbes Rouges, 1982, 28 p.
- Revoir le rouge, Montréal, VLB Éditeur, 1983, 151 p.
- Forcément dans la tête, Montréal, Éditions Les Herbes Rouges, 1995, 88 p.  (ISBN 2920051210)
- Scènes, Montréal, Les Herbes Rouges, 1985, 45 p.  (ISBN 2892720206)
- Mobiles, Montréal, Éditions Les Herbes Rouges, 1987, 97 p.  (ISBN 2920051326)
- Apprendre à vivre, Montréal, Éditions Les Herbes Rouges, 1989, 89 p.  (ISBN 2920051474)
- Ce qui importe, Montréal, Éditions Les Herbes Rouges, 1990, 126 p.  (ISBN 2920051652)
- L’Âge du meurtre, Montréal, Éditions Les Herbes Rouges, 1992, 101 p.  (ISBN 2894190212)
- Du masculin singulier (rétrospective, prose 1978-1985), Montréal, Les Herbes Rouges, 1994, 126 p.
- L'Enfance, Montréal, Éditions du Noroît, Coll. Résonnance, Luxembourg, Éditions Phi, 1994, 95 p.  (ISBN 2-89018-290-8)
- Le Livre du frère, Montréal, Éditions du Noroît, 1998, 73 p.  (ISBN 2-89018-397-1)
- Vers l'amante, Montréal, Éditions du Noroît, 2002, 85 p.  (ISBN 2-89018-483-8)
- Paroles pour un voyageur, Montréal, Éditions du Noroît, 2006, 90 p.  (ISBN 2-89018-571-0) (traduit en anglais: Words for the Traveler  (ISBN 9781771712897))
- Le Livre des absents, Montréal, Éditions du Noroît, 2009, 88 p.  (ISBN 978-2-89018-653-8)
- Avec quel amour parler, Montréal, Éditions de La Courte Échelle, coll. « Poésie », 2013, 37 p.  (ISBN 9782896957651)
- Et là, mon cœur, Montréal, Éditions du Noroît, 2015, 97 p.  (ISBN 9782890189423)
- Les amitiés fragiles, Montréal, Éditions du Noroît, 2019, 84 p.  (ISBN 9782897661977)
- Et là mon père, suivi de Et là ma mère, Montréal, les Éditions du Passage, 2020, 94 p.  (ISBN 9782924397701 et 2924397707)
- Jardin-cendre, Montréal, les Éditions du Passage, 2021, 123 p.  (ISBN 9782924397916 et 292439791X)

### Collaborations
- « Écrire l'amour au masculin » dans Écrire l'amour, coll. « Rencontre internationale des écrivains », Montréal, Éditions de l'Hexagone, 1984, p. 25, 36  (ISBN 2890062228)
- « L'intelligence du poétique » dans Choisir la poésie, coll.« Estacades », Trois-Rivières, Écrits des Forges, 1986, p. 53-56  (ISBN 2890461432)
- « La Tentation de la chair » dans La Poésie des Herbes Rouges, ouvrage collectif avec Normand de Bellefeuille, Paul Chamberland, André Marquis, Pierre Milot et France Théoret, Montréal, Éditions de l'Hexagone, 1990, p. 71-82  (ISBN 9782894196717 et 9782894196724)
- « La ville tout entière » dans Nouvelles de Montréal, présenté par Micheline Lafrance, Montréal, Éditions de l'Hexagone, coll. « Typo-fiction », 1992, p. 17-22  (ISBN 2892950791 et 9782892950793)
- « Botaniste et dessinateur » dans Meurtres à Québec avec Michel Dufour, Douglas Glover, Sergi Pàmies, Stanley Péan, Jean Pelchat, Gilles Pellerin et Pierre Yergeau, Québec, Éditions L'Instant même, 1993, p. 117-131  (ISBN 2-921197-22-7)
- « À la tombée du rideau » dans Petits et grands nocturnes, avec des pastels de Danyelle Morin, et des textes d'Herménégilde Chiasson, Diane-Dominique Daviau, Marie José Thériaut et Gilles Raymond, Montréal, Édition XYZ, coll. « Pictographe », 1993, p. 37-50  (ISBN 2-89261-072-9)
- « Cavernes » dans Pierres et lierres, sous la direction de l'Association des auteures et auteurs des Cantons de l'Est, Sherbrooke, Éditions GGC, 1999, p. 53-57  (ISBN 2-89444-085-5)
- « Trouée » dans Le 11 septembre des poètes québécois, sous la direction de Louis Royer, avec des images de Christine Palmiéri, Montréal, Éditions Trait d’union, 2002, p. 55  (ISBN 2-922572-97-8 et 9782922572971)
- « Très chère marguerite » dans Lettres à Marguerite Duras, sous la direction de Danielle Laurin, avec Laure Adler, Yann Andréa, Raymonde April, Fanny Ardant, Paule Baillargeon, Jérôme Beaujour, Geneviève Brissac, Normand de Bellefeuille, Denise Desautels, Joe Downing, Louise Dupé, Françoise Faucher, Madeleine Gagnon, Brigitte Haentjens, Robert Lalonde, Camille Laurens, Danielle Laurin, Michèle Manceaux, Edgar Morin, Dominique Noguez, André Roy, Odile Tremblay et Jean-Marc Turine), Montréal, Éditions Varia, 2006, p. 96-100  (ISBN 978-2-89606-028-3 et 2-89606-028-6)
- « Donnacona » dans Ces mondes brefs. Pour une géocritique de la nouvelle québécoise contemporaine, sous la direction de Christiane Lahaie, Québec, Éditions L’instant même, 2009, p. 375-378  (ISBN 9782895022848 et 9782895026334)

## Prix, distinctions et nominations

### Récipiendaire
- 1991 - Prix littéraire Adrienne-Choquette (Pour Autour des gares)[8]
- 1992 - Prix Alfred-DesRochers (Pour La maison rouge du bord de mer)[13]
- 1996 - Grand prix littéraire de la ville de Sherbrooke (Pour Courants dangereux)[9]
- 1999 - Prix Alain-Grandbois (Pour Le Livre du frère)[6]
- 2000 - Grand prix littéraire de la ville de Sherbrooke (Pour Parc Univers)[14]
- 2006 - Prix Alfred-DesRochers (Pour Paroles pour un voyageur)[6]
- 2008 - Grand prix littéraire de la ville de Sherbrooke (Pour Paroles pour un voyageur)[15]
- 2021 - Grand prix Québecor du Festival international de la poésie[16]

### Mention
- 1992 - Mention au Grand prix littéraire de la ville de Sherbrooke (Pour L’Âge du meurtre)

### Finaliste
- 1983 - Prix du Gouverneur général du Canada (Pour Revoir le rouge)[17]
- 1987 - Prix de poésie du Gouverneur général du Canada (Pour Mobiles)[17]
- 1988 - Grand prix littéraire de la ville de Sherbrooke (Pour Écrire un roman)[6]
- 1990 - Prix de la revue Estuaire (Pour Ce qui importe)[6]
- 1991 - Prix Alfred-DesRochers (Pour Autour des gares)[18]
- 1992 -
  - Prix Québec-Paris (Pour Autour des gares)[6]
  - Grand prix de la Fondation Les forges (Pour L’Âge du meurtre)[6]
- 1996 - 
  - Prix du Gouverneur général du Canada (Pour Le Ramasseur de souffle)[6]
  - Prix Alfred-DesRochers (Pour Le Ramasseur de souffle)[6]
- 1998 -
  - Prix Ringuet de l'Académie des lettres du Québec (Pour Parc Univers)
  - Prix du Gouverneur général du Canada (Pour Le Livre du frère)[17]
- 1999 -
  - Prix de poésie du Gouverneur général du Canada (Pour Le Ramasseur de souffle)[17]
  - Prix Alfred-DesRochers (Pour Le Livre du frère)[6]
- 2008 - Prix Alfred-DesRochers (Pour La Gardienne des tableaux)[19]
- 2009 - Prix de la bande à Mœbius (Pour « À fleur de peau »)[20]
- 2016 - Prix du Gouverneur général du Canada (Pour Les enfants de Liverpool)[17]
- 2020 - Prix du Gouverneur général du Canada (Pour Et là mon père suivi de Et là ma mère)[17]